# Mongamo
Bei Mongamo (auch Maingmaw oder Mongmao) handelt es sich um die Reste einer Stadt der Pyu im heutigen Myanmar, in der Myittha Stadtregion und im Kyaukse-Distrikt, südöstlich von Kume gelegen. Die Stadt liegt nahe am Samon und am Panlaung. Gerade am Samon gibt es viele Reisfelder, die die Fruchtbarkeit der Gegend unterstreichen und sicherlich auch zum Reichtum der Stadt beitrugen. Hier gibt es auch zahlreiche Orte, die schon in der Bronzezeit bewohnt waren. Mongamo lag auch günstig an Handelsrouten, vor allem nach China.  Die Pyu waren eine Volk, das im ersten nachchristlichen Jahrtausend im heutigen Myanmar lebte und in Stadtstaaten organisiert war. Mongamo war einer dieser Staaten. Mongamo gehört zu den vier größten Städten der Pyu, ist jedoch bisher nur unzureichend erforscht. Der Ort wurde 1967 entdeckt und 1977 von Aung Myint untersucht, der sich besonders durch den Einsatz von Luftphotographie für seine Arbeiten in der Archäologie hervortat.
Die Stadt hat drei Stadtmauern, eine innerste, eine mittlere und eine äußere Mauer. Die äußere Stadtmauer ist etwa 9 km lang und umfasst ein Gebiet von etwa 3 × 2,6 km. Sie erscheint auf Luftphotographien als ein stark gerundetes Rechteck. Die Mauer stand 1977 noch teilweise bis über 3 m hoch an. Es gibt auch mehrere Stadttore, doch ist keines von ihnen ausgegraben, so dass nichts zu deren Struktur gesagt werden kann. Die mittlere Mauer ist in etwa quadratisch mit einer Seitenlänge von etwa 1,8 km. Die innerste Stadtmauer ist rund mit einem Durchmesser von etwa 750 m. Das moderne Dorf Mongamo liegt innerhalb dieser runden Stadtmauer und gab der antiken Stadt ihren heutigen Namen. Nahe dem Zentrum befinden sich die Reste von Pagoden. Typisch für Städte der Pyu ist eine Palastanlage im Zentrum der Stadtanlage. Eine solche konnte bisher jedoch nicht für Mongamo belegt werden.
Nur ein Gebäude wurde bisher systematisch ausgegraben. Es handelt sich um einen fast quadratischen Bau (19,5 × 20 m), der einen runden Kern hat (10,5 m Durchmesser). Hier fanden sich Silbermünzen, Modeln, um florale Motive zu pressen, eine Silberschüssel mit einer Pyu-Inschrift und zahlreiche Perlen. Um das Gebäude herum, aber auch außerhalb der Stadtmauern, fanden sich zahlreichen Urnen. Sie waren mit Aschen und Perlen angefüllt. Bei den Urnen fanden sich auch Miniaturgefäße und weitere Perlen.
Da es bisher nur wenige systematische Ausgrabungen in der Stadt gab, ist die genaue Datierung ein Problem, doch scheint sie vom zweiten bis zum sechsten nachchristlichen Jahrhundert bewohnt worden zu sein.